# Shahrestān di Divandarreh
Lo shahrestān di Divandarreh (farsi شهرستان دیواندره) è uno dei 10 shahrestān della Provincia del Kurdistan, il capoluogo è Divandarreh. Lo shahrestān è suddiviso in 3 circoscrizioni (bakhsh): 
- Centrale (بخش مرکزی)
- Karaftu (بخش کرفتو)
- Saral (بخش سارال)